# Begonia laccophora
Espèce
Begonia laccophora est une espèce de plantes de la famille des Begoniaceae.
Elle a été décrite en 1996 par Martin Jonathan Southgate Sands.

## Répartition géographique
Cette espèce est originaire du Brunei.